# Зельма, Георгий Анатольевич
Ге́оргий Анато́льевич Зе́льма (настоящая фамилия — Зельмано́вич, которую Георгий использовал до 1937 года, в документах часто использовался двойной вариант фамилии Зе́льма-Зельмано́вич; 8 августа 1906, Ташкент, Туркестанский край, Российская империя — 1983 или 1984, Москва, Московская область, РСФСР, СССР) — советский фотограф. Фотокорреспондент «Известий», «Огонька», «Красной звезды» и других изданий в 1920—1930. Военный фотокорреспондент в звании интенданта 3-го ранга, позже старший лейтенант административной службы. Участник походов Красной армии на Западную Украину и Бессарабию, Великой Отечественной войны. В составе 62-й армии принял участие в Сталинградской битве и стал одним из самых известных фотолетописцев обороны Сталинграда. За участие в Великой Отечественной войне награждён орденом Красной Звезды и медалями. Заслуженный работник культуры РСФСР.

## Биография
Родился 8 августа 1906 года в Ташкенте. Отец работал механиком на фабрике, мать — Эсфирь Иосифовна — работала портнихой. По семейной легенде Георгий был назван в честь Георгиевского креста за храбрость, которым был награждён прадедушка будущего фотографа, по итогам участия в войне в Туркестане в середине 1870-х годов. У Георгия был старший брат Борис. Отец умер в 1908 году.
В 1921 году Эсфирь Зельманович получила приглашение переехать в Москву. Георгий Зельманович переехал с матерью в Москву — путь из Ташкента до Москвы занял 35 дней. Эсфирь Зельманович, будучи коммунисткой и активисткой, нашла работу в Наркомате по делам национальностей. Георгий Зельманович поступил в 6-й класс Опытной показательной школы Московского отдела народного образования. Среди одноклассников были будущий известный театральный режиссёр Л. В. Варпаховский и художник-аниматор Л. А. Амальрик.

### Обучение фотографии
В школе начал заниматься в фотокружке, и друг семьи Илья Эренбург, увидев его увлечённость, подарил старую фотокамеру «Kodak» 9×12 и три фотокассеты. Первой фотографией Георгия Зельмановича стал портрет Эренбурга. Впоследствии Георгий Зельма сделал ещё три портрета известного советского писателя и один из них Эренбург считал лучшим своим фотопортретом. Именно нехватка кассет (три кассеты позволяли сделать только три снимка) приучила юного фотолюбителя к тщательному выбору композиции снимка: иногда на один снимок уходило несколько часов выбора места и объекта фотографии. В фотокружке Георгий Зельманович познакомился с будущим сотрудником газеты «Правда» Иосифом Рошкинным, который смастерил для начинающего фотографа прототип фотовспышки.
Желая совершенствоваться в фотографии, Георгий поступил на обучение в студию «Пролеткино», в группу одного из первых советских кинорежиссёров и кинофункционеров Д. Н. Бассалыго. Среди преподавателей были И. Боханов (режиссура и фотография), Л. В. Баратов (актёрское мастерство). Именно Л. В. Баратов дал Георгию первые навыки работы с массовыми сценами, включающие основы композиции.
Георгий Зельманович жил в Дегтярном переулке, и среди его соседей был главный редактор журнала «Театр» Борис Фрид, который предложил сделать несколько фотографий из жизни московских театров и мероприятий, связанных с годовщиной консерватории в 1922 году. Так как фотопластинки старенького фотоаппарата «Kodak» имели низкую чувствительность, пришлось делать фотографии не во время спектаклей, а во время репетиций, где было хорошее освещение. Недостатки фотоаппаратуры удалось компенсировать фотобумагой с высокой светочувствительностью «газлихт», и снимки были напечатаны в журнале «Театр».
Среди друзей семьи Зельмановичей были братья Александр и Григорий Капустянские, работавшие в агентстве «Руссфото». Закончив учёбу в 1923 году, Г. А. Зельманович начинает работать учеником фотографа под руководством А. П. Штеренберга в агентстве «Руссфото», являвшемся подразделением Всесоюзного общества культурной связи с заграницей (ВОКС). Его рабочим местом была «тёмная комната», где он занимался обработкой (фиксацией, промывкой и т. д.) фотопластинок. Руководитель пресс-группы ВОКСа отметил увлечённость ученика и отправил его снимать старую Москву. Затем ему поручили сделать фотографии жизни детской трудовой колонии, фабрики деревянной игрушки под городом Сергиев (ныне Сергиев Посад) и другие задания. Среди первых фоторабот выделяется уникальная серия фотографий женщин, попавших в тюрьму за небольшие преступления. Фотографии были приняты «Руссфото».
В январе 1924 года Георгий Зельманович знакомится с руководителями «Руссфото», один из которых предложил поработать в семейной фотостудии в Ленинграде. На короткое время Г. А. Зельманович был командирован в Ленинград, где занимался портретной фотосъёмкой для оформления различных фотоателье. Формально он работал ассистентом-механиком в Институте кинематографии с зарплатой 33 рубля в месяц. В Ленинграде Георгий Зельманович познакомился с известным ленинградским фотографом И. И. Ивановым, который проводил занятия по истории искусства фотографии. Именно Иванов познакомил Зельмановича с возможностями фотомонтажа. В этот период в арсенале Зельмановича появилась дорожная фотокамера 13×18 без затвора. В комплекте с камерой шли три двойных кассеты и фотообъектив светосилой 6,8. А. П. Штеренберг высоко оценил получившиеся фотопортреты, которые отличались «тонкой световой моделировкой, выразительными ракурсами, тщательно продуманной композицией».

### Собкор «Руссфото» по Средней Азии
Из-за тяжёлых материальных условий и пошатнувшегося здоровья матери семья Зельмановичей приняла решение вернуться 1924 году в Ташкент. Узнав об этом, руководство «Руссфото» предложило стать «агентом» (собственным фотокорреспондентом) в Узбекистане. Георгий Александрович вспоминал о тех временах:
Я должен был с удостоверением фотокорреспондента «Руссфото» по Средней Азии и, почему-то, по Афганистану и Ирану работать в Ташкенте и для редакции газет «Правда Востока», «Кызыл Узбекистан». Дело облегчало то, что узбекский язык я знал с детства.
К этому времени Г. А. Зельманович приобрёл шторный фотозатвор, монтируемый на объектив, что позволило ему делать снимки с экспозицией до 1/90 секунды. Из-за дороговизны фотопластинок 13×18 пришлось сделать специальный вкладыш-переходник, который позволял использовать пластинки более доступного формата 9×12. Камера и штатив весили 40 фунтов (почти 1 пуд или 16 кг). Впоследствии сам Зельма оценивал своё техническое оснащение довольно высоко для того времени. Среди наставников Георгия Зельмановича выделяется инвалид империалистической войны Иосиф Шухотов, державший магазин фотоматериалов.
В это время в «Правде Востока» работали Эль-Регистан, М. И. Шевердин, а среди фотокорреспондентов М. З. Пенсон. Одним из самых значительных заказчиков этого периода был еженедельник «Семь дней» — иллюстрированное приложение к «Красному Востоку». Формат издания требовал большого количества фотографий, что подталкивало авторов и фотокорреспондентов много путешествовать по Узбекистану для поиска новых материалов. В это время Георгий Зельманович создаёт свои первые фотосерии, которые впоследствии станут фирменным стилем фотографа.
Одним из примечательных фотоочерков этого периода критики называют серию фотографий «Школа декханской молодёжи», рассказывающую о школе для крестьян, которая была организована недалеко от Ташкента. В этом фоторепортаже впервые раскрылся талант Г. А. Зельмы проявлять литературное и журналистское искусство в виде последовательности фотоизображений.
В 1920-х годах в Ташкенте создаётся объединение «Первое Госфото», которое стало центром фотографической общественности города и республики. В гости к ташкентским фотографам приезжают фотомастера из Москвы, в том числе А. С. Шайхет, Б. П. Кудояров. Зельманович становится активным участником фотообъединения, а его работы начинают публиковать за пределами Средней Азии. Фотографии Зельмы появляются в московских журналах «Прожектор» и «Советское фото», немецких «Der Weltspiegel» и «Arbeiter-Illustrierte-Zeitung».
Этот период творчества проявляет «незаурядное профессиональное мастерство, глубокое раскрытие человеческих характеров». В своих работах Г. А. Зельманович отражает ломку старых традиций и первые проявления социалистического быта в Узбекистане. В названиях фотографий тех лет часто встречается слово «первый», что отражает приход нового мира в патриархальный мир Средней Азии.
Во время сопровождения делегации Коминтерна, посещавшей Ташкент, один из делегатов удивился тому, какое фотооборудование использует Георгий Зельманович: «Неужели этим аппаратом можно делать такие великолепные снимки?» В скором времени из Москвы прислали новую клапп-камеру «Ernemann» 9×12. Новая фотокамера открыла новые возможности, которые позже Георгий Зельма выразил словами:
В моей жизни началась новая эра
В 1927 году Г. А. Зельманович был призван в ряды РККА, служил в Москве, где активно использовал камеру «ICA» 6×9. После демобилизации в 1929 году возвратился в Ташкент, где работал на студии «Узбекгоскино» фотографом и помощником кинооператора, а затем на студии узбекской кинохроники. Из-за внезапной болезни матери Георгий Зельманович был вынужден вернуться в Москву.
Именно в Узбекистане Георгий Зельманович «создал свой собственный стиль модерн в фотодокументалистике».

### Работа в московских изданиях
Вернувшись в Москву, Г. А. Зельма устроился в акционерное общество «Союзфото», где ему выдали служебный фотоаппарат «Leica». Первым служебным заданием была командировка на Донбасс. На протяжении 1930-х годов Зельма направлялся в различные командировки в колхозы Тульской области, на учения РККА на черноморском побережье и другие. Однажды коллеги посоветовали Зельме сделать фотографии для журнала «СССР на стройке». Первое задание от журнала было необычным, даже трудным, но интересным с творческой точки зрения: редколлегия журнала решила отметить 10-летие гражданской авиации специальным выпуском «СССР с воздуха» (другое название «Советский Союз из неба») и поручила Зельме и Роману Кармену, который тогда работал фотографом, сделать фотографии. Для съёмок с воздуха Георгий Зельма совершал полёты на самолёте АНТ-9. После успешного исполнения редакционного задания Зельму направляют в 1932 году в Якутию для создания фоторепортажа для проекта «10 лет Якутской Советской Социалистической Республики». В этой командировке он летал на самолёте, пилотируемом будущим героем спасения «челюскинцев» И. В. Дорониным. Следующим крупным заданием редакции была командировка вместе с М. В. Альпертом на строительство Березниковского химического и Соликамского калийного комбинатов. Результатом стал специальный номер журнала о строительстве гигантов первой пятилетки.
Важным этапом в работе Г. А. Зельмы стал номер журнала, посвящённый Красной армии. Номер оформлялся фотографиями Зельмы, С. О. Фридлянда и А. С. Шайхета и очень понравился Политуправлению РККА, которое стало заказчиком следующего цикла фоторабот. Политуправление РККА предложило фотографам сделать фотоальбом к 15-летию РККА. Георгию Зельме поручили цикл фотографий о Военно-Воздушных Силах РККА. После успеха фотоальбома Зельма переходит на работу в газету «Красная звезда», где работает три года. Одним из интересных творческих заданий была командировка на Первые всеармейские лыжные соревнования в Свердловске (ныне Екатеринбург) в ходе Всеармейской зимней спартакиады 1934 года. Вместе с Д. Г. Дебабовым они проводили съёмки спортсменов, встав на лыжи и сопровождая их на лыжне. По окончании Спартакиады была открыта фотовыставка фотографов.
В 1936 году Георгий Зельма переходит на работу в газету «Известия». Важным событием того времени была комплексная научная экспедиция Академии наук СССР в Казахстан. Зельма и Г. Эль-Регистан были откомандированы для освещения экспедиции. Три недели Зельма в составе экспедиции провёл в пустыне Бетпак-Дала. По итогам впервые в истории «Известий» в девяти номерах подряд был напечатан репортаж с фотографиями Зельмы. В 1937 году проходит Первая всесоюзная выставка фотоискусства, в ходе которой экспонировались и работы Г. А. Зельмы.
В 1938 году было принято решение подготовить серию цветных фоторепортажей для Всемирной выставки 1939—1940 годов в Нью-Йорке. Это был первый крупномасштабный цветной фотопроект в масштабах Советского Союза. К созданию цветной фотолетописи социалистического строительства в Советской России были приглашены самые видные фотографы Советского Союза: Дмитрий Дебабов, Яков Халип, Семён Фридлянд, Владислав Микоша, Иван Шагин. Георгию Зельме были поручены съёмки в Ленинграде и Советском Закавказье. Для выполнения этого задания Георгий Зельма использовал трёхцветную камеру «Бермполь» 9×12 см, снабжённую объективом «Плазмаг» Мейера с фокусным расстоянием 215 мм и светосилой 1:4,5. Технические характеристики камеры предполагали её использование в студийных условиях. К примеру, выдержка при хорошем освещении достигала 8 секунд, что делало невозможным использование в репортажной съёмке. Зельма успешно справился, используя навыки, полученные во время обучения в «Пролеткино». Каждый снимок был тщательно продуман по композиции и цветовому решению.
В 1939 году Г. А. Зельма и Г. Эль-Регистан делают большой фоторепортаж «От зари до зари» о жизни одного из передовых колхозов Украины. Эль-Регистан подготовил текст, а Зельма фотографии с портретами и жанровыми сценами, которые были опубликованы в двух специальных номерах «СССР на стройке». Пространный репортаж, рассказывавший о «трудовом энтузиазме сельских тружеников» и «новом быте советской деревни», привлёк внимание читателей, в том числе и высокопоставленных. В том же году Георгий Зельма был откомандирован для создания фотолетописи «освободительного похода Красной армии в Западную Украину и Бессарабию».
Летом 1941 года Г. А. Зельма, Э. Виленский, С. Галышев прибыли в Кишинёв для подготовки большого репортажа о Советской Молдавии, где их и застало начало Великой Отечественной войны.

### Великая Отечественная война
Во время Великой Отечественной войны Г. А. Зельма был военным корреспондентом газеты «Известия». В этом качестве он принимал участие в обороне Одессы, затем на Северном фронте готовил фоторепортажи о боях на полуострове Рыбачьем и полуострове Среднем. Он участвовал в освобождении Тихвина. В 1942 году Зельма принимает участие в весеннем наступлении на Юго-Западном направлении.
Апогеем участия в Великой Отечественной войне для Георгия Анатольевича Зельмы стало участие в Сталинградской битве. В течение всей битвы Зельма был прикомандирован к 62-й армии, которая вела бои непосредственно в Сталинграде. Фронтовым фотокорреспондентам, служащим в конкретных воинских частях, приходилось не только фотографировать, но и готовить фотоматериалы к доставке в свои редакции. Г. А. Зельма вспоминал после войны, что обрабатывать фотоплёнку приходилось в неподготовленных помещениях: «Особенно трудно было обрабатывать пленку. В блиндажах от каждого разрыва осыпалась с потолка земля. Проявляли в растопленном на печурке снегу». Готовые негативы отправляли самолётом в редакции своих газет.
Известный советский фоторепортёр Борис Аркадьевич Виленкин так сформулировал вклад Зельмы в Сталинградскую битву:
Сталинградская битва, показанная Георгием Зельмой, предстаёт во всей сложности и многообразии, с её невиданным героизмом, грозными испытаниями, радостью побед, горечью переживаний и потерь.
Вера в победу, необыкновенная сила духа, бесстрашие — эти черты советского воина мастерски переданы фоторепортёром как типичные черты советского человека.
- Советские солдаты атакуют
- Снайпер Василий Зайцев объясняет новичкам предстоящую задачу
- Немецкий военнопленный

В течение всей войны Главное политуправление РККА издавало газету «Фронтовая иллюстрация», в которой публиковалось много фотографий Георгия Зельмы. По окончании Сталинградской битвы Зельма и Н. Е. Вирта создали большой фотоальбом по итогам сражения.
В рядах 62-й, а затем 8-й гвардейской армии Георгий Зельма участвовал в освобождении Донбасса, Одессы и дошёл до Варшавы. В 1944 году Зельму командируют для проведения съёмок строительства Фархадской ГЭС (Узбекистан), а потом он вернулся на фронт, где участвовал в боях за Варшаву и Будапешт.

### Фотография «Письмо домой»
Основополагающим документом в работе фронтовых журналистов, в том числе фотографов, была директива Главного управления политической пропаганды РККА от 23 июня 1941 года «О содержании фронтовой, армейской и дивизионной печати». В директиве, среди прочего, ставилась задача показать бойцов и командиров на фронте. На фотографиях рядовые бойцы и командный состав должны были изображаться хорошо владеющими военной техникой и тактикой ведения боя. Иллюстрации должны были отображать стойкость, дисциплину и мужество, военную смекалку и хитрость в борьбе с врагом, ненависть к нацизму, самоотверженность и настойчивость при выполнении приказов командования. Официально требовалось изображать только то, что мобилизует людей на борьбу с врагом. Нельзя было публиковать картины отступления, эвакуации, беженцев, следы поражений в боях и другие факты, рассказывающие о военных неудачах Красной Армии. Нельзя было снимать темы, которые могли навести на пораженческие мысли. Основной целью фотоматериалов был показ мощи Красной Армии, что достигалось через показ разбитой немецкой техники, пленных и убитых немцев и т. д.
Однако, несмотря на официальные ограничения, Георгий Александрович Зельма, как и другие фронтовые фотокорреспонденты, стремился запечатлеть в первую очередь человека на войне. Зельма фотографировал бойцов не только в героические моменты атаки или обороны, но в перерывах между боями, в условиях тяжёлого фронтового быта. Одной из ставших известными фотографий является «Письмо домой».
Георгий Зельма вспоминал после войны:
Прислонившись к стене разрушенного дома, сидит боец и пишет письмо. Снимаю, спрашиваю:

— Куда пишете?

— Домой, в Москву…

— Говорю: Вам повезло, завтра я лечу с материалом в редакцию, могу зайти к вашим родным <…>

Письмо было доставлено по адресу.
На фотографии изображён неказистый, уставший человек, пишущий в перерыве между обстрелами письмо своим родным. Изображение на фотографии не показывало героизма советского воина, в нём не было превосходства над поверженным врагом или других деталей, предписанных директивой Главного управления политпропаганды. Во время подготовки первой крупной фотовыставки 1948 года, посвящённой Великой Отечественной войне, Георгий Зельма предложил «Письмо домой», но организаторы выставки отклонили предложение, сославшись на несоответствие изображения героическому образу воина-освободителя. Через несколько лет Зельма наткнулся в записной книжке на запись «Артиллерист, москвич Володя», относящуюся к солдату с этой фотографии. Фотограф связался с Володей, встретился и в результате появилась серия фотографий «В семье фронтовика». Во время подготовки к фотовыставке «Великая победа на Волге», посвящённой сорокалетию Сталинградской битвы, Георгий Зельма снова связался с семьёй героя фотографии и узнал, что через несколько дней после фотосессии Володя попал под артобстрел, в ходе которого накрыл на дне окопа какого-то офицера, но сам получил ранения и попал в госпиталь. Через 37 лет ему вручили орден Красного Знамени за спасение генерала. Георгий Зельма пригласил на фотовыставку, открывшуюся 2 февраля 1983 года, героя своего фотосюжета и вручил ему фотографию «Письмо домой». В одном из интервью Георгий Зельма признался, что «Письмо домой» является одной из самых важных фоторабот в его жизни.

### Дальнейшая работа
После войны Г. А. Зельма работал в журнале «Огонёк». Летом 1945 года Госкиноиздат, издававший фотолитературу и фотоальбомы, заказал Зельме и С. О. Фридлянду съёмки в рамках подготовки юбилейного фотоальбома, приуроченного к 25-летию Казахской ССР, которые длились более полугода. В 1957 году Госизоиздат издал фотоальбом «Сталинград/Stalingrad», состоявший из фоторабот Зельмы периода Сталинградской битвы.
С 1962 года Зельма работает в агентстве «Новости».
В 1966 году в честь 60-летия Г. А. Зельмы в Центральном доме журналистов была открыта персональная выставка фоторабот, которая затем экспонировалась в Политехническом музее, а потом в ряде выставочных залов Москвы. В этом же году несколько издательств издали фотоальбомы работ Георгия Зельмы. АПН издал на пяти языках фотоальбом «Сталинград». Тексты к фотоальбому написал Константин Симонов. Издательство «Советская Россия» выпустило фотоальбом «Волгоград — город-герой», который был подготовлен Г. А. Зельмой в соавторстве с драматургом Ю. П. Чепуриным.
В 1967 году издательство «Советский художник» подготовило фотоальбом «Живая сказка», в котором Зельма показал в фотографиях свою родину Узбекистан.
В рамках подготовки к 100-летию В. И. Ленина была организована творческая автомобильная экспедиция советских журналистов по ленинским местам в Европе. Георгий Зельма в рамках этой экспедиции фотографировал не только места, где жил и работал Ленин, но и простых людей, проживавших в Польше, Германии, Австрии, Швейцарии, Франции, Великобритании, Швеции, Дании, Финляндии. Среди героев его фотографий был шведский журналист социал-демократ Отто Гримлунд, который поделился воспоминаниями о Ленине. По итогам творческой командировки издательство «Планета» выпустило фотоальбом.
В 1973 году на выставке «Интерпрессфото-73», проходившей в Софии (Болгария), Г. А. Зельма за фотосессии «Потомки Авиценны» и «Сегодня в Каракумах» был награждён бронзовой медалью. В 1974 году в рамках празднования 50-летия Узбекской ССР в Ташкенте была организована персональная выставка фотографа. Выставка работ Зельмы и В. С. Тарасевича «Средняя Азия вчера и сегодня» экспонировалась в Непале, Турции, Индии, Алжире, Иране, и Афганистане. Персональную фотовыставку в Югославии представлял сам Георгий Зельма. В 1975 году выставка фоторабот Зельмы «СССР вчера и сегодня» экспонировалась в Мали и Нигере. В 1978 году издательство «Планета» выпустило фотоальбом «Георгий Зельма. Избранные фотографии». В 1983 году в Москве в Доме дружбы с народами зарубежных стран прошла персональная выставка «Великая победа на Волге», приуроченная к 40-летию окончания Сталинградской битвы.
В посёлке Вороново (тогда Московская область) Георгий Зельма помог создать фотогалерею и при ней детскую студию, в которой делился своим опытом с юными фотолюбителями.
Георгий Анатольевич Зельма умер в 1984 году. Урна с прахом захоронена в колумбарии на Донском кладбище.
Сын — Темерлан (Тимур) Георгиевич Зельма (род. 25 ноября 1941 года), советский и российский кинооператор, продюсер. Работал на «Мосфильме», потом в ТО «Экран» на Центральном телевидении СССР. Снял более 30 кино- и теле- фильмов, сериалов, в том числе «И это всё о нём» (1977), который получил премию Ленинского комсомола, 6-серийный «Синдикат 2» (1980), удостоенный Государственной премии РСФСР им. братьев Васильевых, 7-и серийный «В поисках капитана Гранта» (1985), фильмы «Не валяй дурака…» (1997) и «Не послать ли нам... гонца?».

## Творческая манера
При подготовке фотоальбома «Георгий Зельма. Избранные фотографии» Георгий Анатольевич Зельма дал характеристику своему творчеству:
Я отдавал предпочтение тем снимкам, которые отличаются не только удачным графическим и композиционным решением, а и глубоким внутренним содержанием, тем кадрам, где удалось раскрыть образ человека. Даже пейзаж я не мыслю без присутствия человека: для меня он средство показать высокие духовные качества моего современника…
Важной отличительной чертой творческой манеры Г. А. Зельмы является способность выделять в кадре объект съёмки, отражающий ориентацию на конкретный момент времени, характеризующий эпоху. Одним из заметных творческих приёмом является проведение развёрнутых фотосессий, венчающихся сериями фоторабот. В своих сериях Г. А. Зельма применяет законы драматургии с использованием дополнительных планов, выстраивая хронологические последовательности отражаемых событий. Не менее искусно Г. А. Зельма владеет мастерством единичной фотографии, в которой частный эпизод многое рассказывает о запечатлённом событии, человеке, мгновении целой эпохи.
Характерным примером фотосерии Г. А. Зельмы можно назвать серию фоторабот, объединённых общим названием «Рождение „Искры“», опубликованную в 1970 году. Серия включает три фотографии: домик в селе Шушенское, наборная касса типографии в Лейпциге, первый номер газеты «Искра». Сюжет фотосерии построен по классической драматургической схеме «завязка — кульминация — развязка». Изобразительный ряд выделяется световым решением: ночное освещение первой фотографии связано идеей с горящей свечой третьей фотографии, подчёркивающей опасность всего проекта революционной газеты. Автор выстраивает хронологическое построение, переводя от общего плана первой фотографии, через средний план второй к крупному плану на завершающей фотографии серии.
Замечательным образцом единичной фотографии является фоторабота «Организация сельскохозяйственной артели. 1929 год». Снимок был сделан в селе Лаптево Тульской области в 1929 году. Изображение отличается особым напряжением в кадре, подчёркнутым резким лучом, прорывающимся из окна в деревенскую темноту. Найденное композиционное решение представляет не серую массу крестьянской бедноты, а личности с хара́ктерными лицами, выхваченными из сумрака избы светом светлого будущего.
Среди характерных черт портретов работы Зельмы выделяется заваленный ракурс. Эта особенность часто встречается у советских фотографов-конструктивистов, но угол диагональных композиций Зельмы не стабилен и подвижен, чем отличается от устойчивых углов Б. В. Игнатовича или А. М. Родченко. Г. А. Зельма в своих работах создаёт уникальные диагонали и углы из человеческих фигур, которые в дальнейшем он сам характеризует как механизированные геометрические формы.
Дистанция между главным героем фотографии и фотографом у Зельмы обычно больше, чем у других фотомастеров раннего советского репортажа. В его портретных работах документальная дистанция уличной фотографии имеет прямую связь с экспрессионизмом советского авангарда.
По мнению Стива Йейтса, работы Зельмы 20-х — 30-х годов «на десятилетие опередили сходные американские фотографии, выполненные во время экономической депрессии в рамках проекта, спонсированного правительством США. Его фотографии создали исторический прецедент для плодовитых профессионалов, таких как Доротея Ланж, Лора Гилпин и Уильям Юджин Смит».
Георгий Зельма открыл новую тему для фотоискусства — отражение в фотографиях строек крупных промышленных предприятий. При этом его продуманные образы «безмерного человеческого рвения» редко были чистым серьёзным искусством вне политики.
Вклад Георгия Анатольевича Зельмы в историю фотоискусства в 2007 году сформулировал Стив Йейтс:
Универсальность творческого видения Зельмы являет пример неистощимого качества, которое выше всепроникающей идеологии прошлого столетия как на Востоке, так и на Западе. Его фотографии выражают приход искусства стиля модерн и изменения в многообразии культур. Его самые возвышенные художественные документы пережили свое время. Георгий Зельма со своим более чем полувековым вкладом в историю современной фотодокументалистики содействовал заложению ее основ.

## Крупные коллекции фоторабот Г. А. Зельмы
После смерти Г. А. Зельмы его фотоархив, хранившийся в семье, выкупил американский коллекционер Майкл Мэттис (англ. Mickhael Mattis). Эти фотоматериалы составили основу Архива Зельмы (англ. Zelma Estate Collection). Некоторое количество негативов и авторских экземпляров фотографий всё же осталось в России в архивах изданий, с которыми сотрудничал Зельма. Заметное количество разбросано по различным коллекциям и музеям в России и за рубежом. Историк фотоискусства Марк Турков получил разрешение опубликовать часть фотографий из архива в газете «Новое русское слово» (Нью Йорк).
- Музей-заповедник «Сталинградская битва»: 292 негатива, 10 фотографий, фотогазета Сталинградского фронта № 7 «Великая Отечественная война» 1943 года, иллюстрированная 27 фотографиями[21]
- Музей современного искусства (Нью-Йорк, США)[30]

## Книги с участием работ Г. А. Зельмы
- Цветные фотографии в книге «10 лет Советская Латвия», Латвийское Гос. Издательство, Рига 1950
- Волгоград — город герой: фотоальбом [печатный текст] / Чепурин, Юлий Петрович, Автор (Author); Зельма, Георгий Анатольевич, Фотограф (Photographer); Мануйлов, А., Художник (Artist); Миланова, И., Редактор (Editor). — Москва: Советская Россия, 1966. — 10, [77] с.: фотоил.; 22 см.- 50 000 экземпляров (в переплёте): 96 к.
- Георгий Зельма. Георгий Анатольевич Зельма : очерк / Борис Аркадьевич Виленкин // Избранные фотографии :  [рус.]. — Москва : Планета, 1978. — 108 с. — 10 000 экз.
- «Антология Советской фотографии, 1917—1940» Издательство ПЛАНЕТА, Москва 1986
- «Антология Советской фотографии, 1941—1945» Издательство ПЛАНЕТА, Москва 1987
- PROPAGANDA & DREAMS, Edition Stemmle 1999 ISBN 3-908161-80-0

## Награды
- орден Красной Звезды (1944)[31].
- медаль «За оборону Одессы» (1942)[31].
- медаль «За оборону Сталинграда» (1942)[31].
- заслуженный работник культуры РСФСР (1974)[32].